# Martin Hanzl
Martin Hanzl (* 25. prosince 1993, Ústí nad Labem, Česko) je český hokejový útočník, hrající v týmu HC Vítkovice Ridera
Hokejově vyrůstal ve Slovanu Ústí nad Labem. Poté odehrál několik zápasů za HC Děčín. Od roku 2014 se často objevoval na ledě HC Most. Do povědomí fanoušků se dostal díky angažmá v HC Verva Litvínov. Od roku 2021 hraje za Banes Motor České Budějovice. V půlce sezóny 2023/2024 přestoupil do finského Vaasan Sport, kde působil do půlky další sezóny. V roce 2025 následně podepsal smlouvu s týmem HC Vítkovice Ridera. 
Jeho bratr Robin Hanzl je také profesionální hokejista.